# José Luis López
José Luis López Ramírez (San José, 31 marzo 1981) è un calciatore costaricano, centrocampista centrale del CD Saprissa.